# پودلوهی
پودلوهی (به چکی: Podluhy) یک منطقهٔ مسکونی در جمهوری چک است که در ناحیه بروون واقع شده‌است. پودلوهی ۴٫۷۷ کیلومتر مربع مساحت و ۶۰۴ نفر جمعیت دارد و ۴۰۰ متر بالاتر از سطح دریا واقع شده‌است.